# Jim Brown: All-American
Jim Brown: All-American es una película documental estadounidense dirigida por Spike Lee.

## Sinopsis
La película explora la vida de Jim Brown, del Salón de la Fama del Fútbol Americano Profesional, profundizando en su vida pasada, presente y futura y centrándose en su carrera deportiva, la actuación y el activismo. Para la película se entrevistó a muchas personalidades de Hollywood y de los deportes, además de miembros de la familia del deportista.

## Apariciones notables
- Art Modell
- Oliver Stone
- Stuart Scott
- Bernie Casey
- Hank Aaron
- Bill Russell
- Fred Williamson
- Raquel Welch
- Melvin Van Peebles
- Johnnie L. Cochran Jr.
- Michael Wilbon
- Joe Frazier
- Burt Reynolds